# Danilo Al-Saed
Danilo Al-Saed (Bålsta, 24 de febrero de 1999) es un futbolista sueco, nacionalizado iraquí, que juega en la demarcación de centrocampista para el BK Häcken de la Allsvenskan.

## Selección nacional
Hizo su debut con la selección de fútbol de Irak el 13 de octubre de 2023 en un encuentro amistoso contra Catar que finalizó con un resultado de empate a cero.

## Clubes
| Club                   | País         | Año       | Partidos | Goles |
| ---------------------- | ------------ | --------- | -------- | ----- |
| Håbo FF                | Suecia       | 2017      | 22       | 6     |
| Arameisk-Syrianska IF  | Suecia       | 2018      | 0        | 0     |
| Enköpings SK FK        | Suecia       | 2020      | 14       | 6     |
| Sandvikens IF          | Suecia       | 2021-2022 | 62       | 12    |
| Sandefjord Fotball     | Noruega      | 2023-2024 | 38       | 13    |
| SC Heerenveen          | Países Bajos | 2024-2025 | 8        | 0     |
| AIK Estocolmo (cedido) | Suecia       | 2025      | 0        | 0     |
| BK Häcken              | Suecia       | 2025-     |          |       |